# Myk Watford

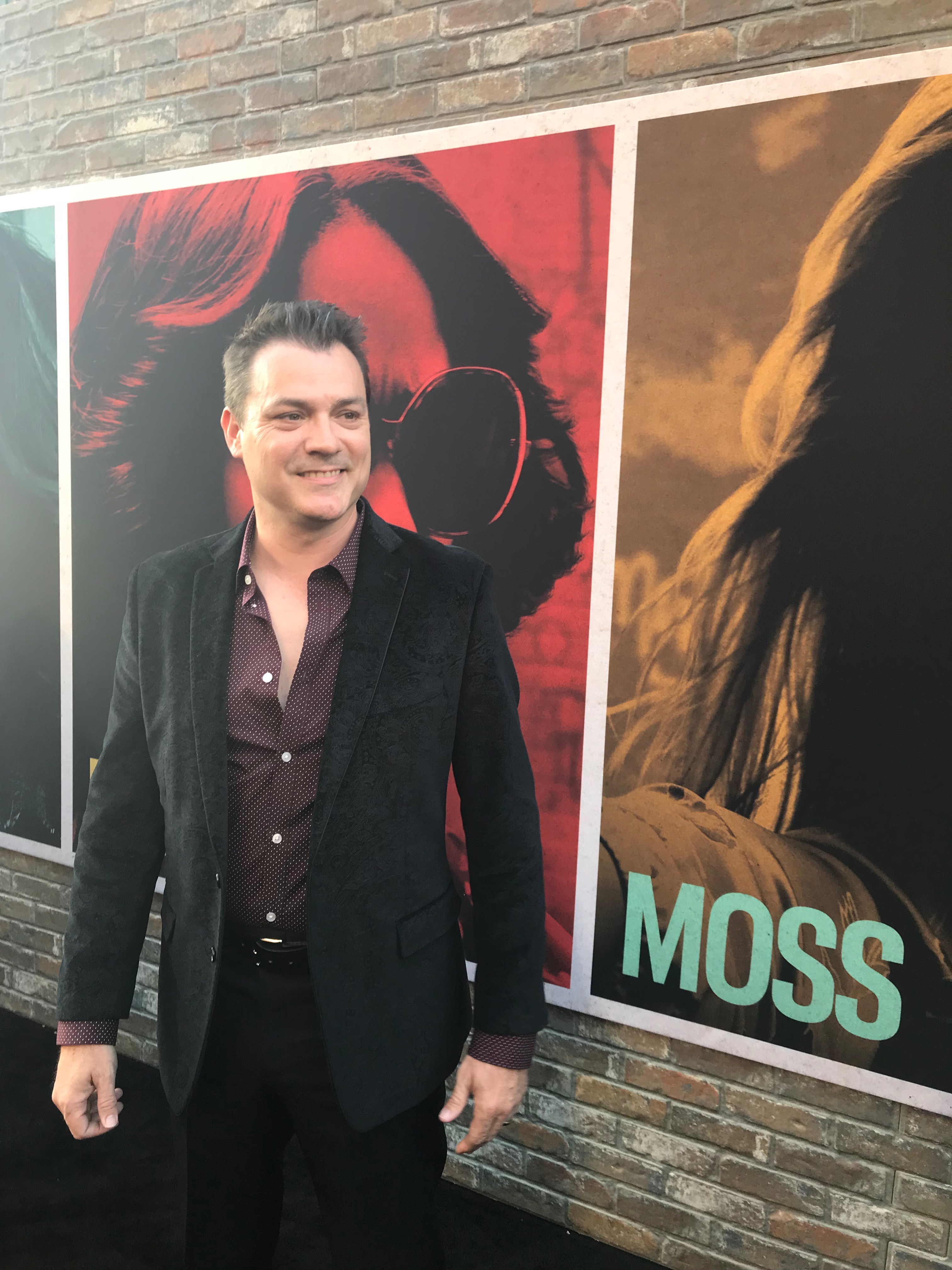
Myk Watford auf der Premiere von The Kitchen – Queens of Crime (2019)

Myk Watford (* 30. Januar 1971 in Clearwater, Florida) ist ein US-amerikanischer Schauspieler.

## Leben und Karriere
Myk Watford wurde in Clearwater, im US-Bundesstaate Florida, geboren. Er wuchs später in Muscle Shoals, im Norden des Bundesstaats Alabama auf. Nach dem Schulabschluss studierte er an der University of Utah, wo er bei Kenneth H. Washington lernte. Später erhielt er auch am Shakespeare Theatre in Washington, D.C. eine Schauspielausbildung. Seit dem Abschluss ist er, neben seinen Rollen in Film und Fernsehen, häufig auf der Theaterbühne zu sehen. Insgesamt wirkte er in mehr als 100 Theaterproduktionen mit, auch am Broadway und Off-Broadway. Unter anderem stand er an letztgenannten Theater für das Stück Williams: Lost Highway auf der Bühne. Von 2003 bis 2004 wirkte er im Stück Take Me Out mit. 2011 stand er für eine Produktion von William Shakespeares Tod eines Handlungsreisenden auf der Bühne, 2012 für die Oper A Streetcar Named Desire.
Watford war erstmals 1999 in der Nebenrolle des Rick Martino aus dem Thriller Forever Mine – Eine verhängnisvolle Liebe vor der Kamera zu sehen. Ebenfalls 1999 übernahm er eine Gastrolle in Law & Order: Special Victims Unit. In dieser Serie war er bis 2014 in fünf verschiedenen Rollen, darunter die wiederkehrende Captain Sam Reynolds, in insgesamt acht Episoden zu sehen. Nach einem Gastauftritt in der Serie Third Watch – Einsatz am Limit spielte er einen Polizisten im Film Spider-Man aus dem Jahr 2002. Auch in der Rom-Com Marci X aus dem darauffolgenden Jahr stellte er einen Polizisten dar. Danach folgten hauptsächlich Gastrollen in US-Fernsehserien, darunter in Die Straßen von Philadelphia, Die Sopranos, Criminal Intent – Verbrechen im Visier, Rescue Me, Law & Order, The Unit – Eine Frage der Ehre, CSI: Miami, Navy CIS, Criminal Minds, Numbers – Die Logik des Verbrechens, True Blood, Without a Trace – Spurlos verschwunden, The Closer, Cold Case – Kein Opfer ist je vergessen, Justified, Medium – Nichts bleibt verborgen, Private Practice, The Mentalist, Person of Interest, CSI: Vegas, Breaking Bad, Emily Owens, CSI: NY, Bones – Die Knochenjägerin, Longmire, Bosch, The Night Shift, Training Day, Scandal, Lethal Weapon, The OA, Elementary und L.A.’s Finest.
2006 übernahm Watford als Sergeant Daniels eine Nebenrolle im Filmdrama The Hoax. Im Jahr darauf spielte er eine kleine Rolle in No Country for Old Men. 2008 wirkte er als Norvel in der Komödie Beer for My Horses mit. Von 2013 bis 2014 spielte Watford als Womack eine Nebenrolle in der Seifenoper Schatten der Leidenschaft. 2014 übernahm er im Science-Fiction-Film Earth to Echo die Rolle des Blake Douglas. 2017 stellte er die Figur Daniel im Horrorfilm Darkness Rising dar. 2019 trat er in der Rolle des Little Jackie Quinn im Action-Thriller The Kitchen – Queens of Crime auf. Zudem stellte er in einer Nebenrolle der dritten Staffel von True Detective Detective Morelli dar.
Neben seinem Schaffen als Schauspieler ist Watford auch als Musiker aktiv. Anfang der 2000er Jahre war er Teil einer Band mit dem Namen Utah Mafia. Bis heute ist er mit seiner Rockband Stumpwaller musikalisch aktiv.

## Filmografie (Auswahl)
- 1999: Forever Mine – Eine verhängnisvolle Liebe (Forever Mine)
- 1999–2014: Law & Order: Special Victims Unit (Fernsehserie, 8 Episoden)
- 2000: Third Watch – Einsatz am Limit (Third Watch, Fernsehserie, Episode 1x16)
- 2002: Spider-Man
- 2003: Marci X
- 2003: Screen Door Jesus
- 2004: Die Sopranos (The Sopranos, Fernsehserie, Episode 5x03)
- 2005: Criminal Intent – Verbrechen im Visier (Criminal Intent, Fernsehserie, Episode 4x14)
- 2005: Rescue Me (Fernsehserie, Episode 2x02)
- 2006: The Hoax
- 2006: Law & Order (Fernsehserie, Episode 17x09)
- 2007: The Unit – Eine Frage der Ehre (The Unit, Fernsehserie, Episode 2x17)
- 2007: CSI: Miami (Fernsehserie, Episode 5x20)
- 2007: No Country for Old Men
- 2007: Navy CIS (NCIS, Fernsehserie, Episode 5x03)
- 2008: Trailer Park of Terror
- 2008: Criminal Minds (Fernsehserie, Episode 3x15)
- 2008: Beer for My Horses
- 2008: Numbers – Die Logik des Verbrechens (Numb3rs, Fernsehserie, Episode 5x01)
- 2008: True Blood (Fernsehserie, Episode 1x11)
- 2009: Without a Trace – Spurlos verschwunden (Without a Trace, Fernsehserie, Episode 7x12)
- 2009: Flying By
- 2009: The Closer (Fernsehserie, Episode 5x08)
- 2010: Cold Case – Kein Opfer ist je vergessen (Cold Case, Fernsehserie, Episode 7x17)
- 2010: Justified (Fernsehserie, Episode 1x02)
- 2010: Medium – Nichts bleibt verborgen (Medium, Fernsehserie, Episode 6x20)
- 2010: The Whole Truth (Fernsehserie, Episode 1x02)
- 2011: Private Practice (Fernsehserie, 2 Episoden)
- 2011: The Mentalist (Fernsehserie, Episode 4x10)
- 2012: Person of Interest (Fernsehserie, Episode 1x13)
- 2012: Arcadia
- 2012: CSI: Vegas (CSI: Crime Scene Investigation, Fernsehserie, Episode 12x20)
- 2012: Breaking Bad (Fernsehserie, Episode 5x05)
- 2012: Emily Owens (Emily Owens, M.D., Fernsehserie, Episode 1x06)
- 2012–2020: Navy CIS: L.A. (NCIS: Los Angeles, Fernsehserie, 3 Episoden)
- 2013: CSI: NY (Fernsehserie, Episode 9x14)
- 2013–2014: Schatten der Leidenschaft (The Young and the Restless, Fernsehserie, 13 Episoden)
- 2014: Bones – Die Knochenjägerin (Bones, Fernsehserie, Episode 9x21)
- 2014: Longmire (Fernsehserie, Episode 3x02)
- 2014: Earth to Echo
- 2016: Bosch (Fernsehserie, Episode 2x01)
- 2016: The Night Shift (Fernsehserie, Episode 3x04)
- 2017: Training Day (Fernsehserie, Episode 1x07)
- 2017: Darkness Rising
- 2017: Scandal (Fernsehserie, Episode 7x03)
- 2019: Lethal Weapon (Fernsehserie, Episode 3x13)
- 2019: True Detective (Fernsehserie, 4 Episoden)
- 2019: The OA (Fernsehserie, 3 Episoden)
- 2019: Elementary (Fernsehserie, Episode 7x06)
- 2019: The Kitchen – Queens of Crime (The Kitchen)
- 2019: Portal
- 2020: L.A.’s Finest (Fernsehserie, Episode 2x06)
- 2021: The Rookie (Fernsehserie, Episode 3x08)
- 2021: Queen of the South (Fernsehserie, Episode 5x06)
- 2021: Respect
- seit 2023: For All Mankind